# Vice TV
Pour les articles homonymes, voir Vice (homonymie).
Vice TV (anciennement Viceland) est la branche télévision de Vice Media, un groupe médiatique d'origine américaine. Il s'agit d'une chaîne internationale d'information s'adressant à un public jeune, avec pour cible les 16-35 ans et un contenu spécifique concernant spécialement les jeunes. Son président international est l'américain James Rosenstock.
Aux États-Unis et au Royaume-Uni, la chaîne a été renommée Vice on TV fin 2019.

## Historique

Ancien logo de Viceland.

Le 3 novembre 2015, Vice Media et A&E Networks signent un accord pour renommer la chaîne H2, déclinaison de History en Viceland avec du contenu produit par Vice Media.
La chaîne est lancée le 29 février 2016 aux États-Unis et au Canada,. La chaîne est ensuite déployée en Europe à partir de septembre 2016, et ambitionne de s'installer en Asie, en Océanie, au Moyen-Orient et en Afrique. 50 pays sont prévus au total,, en l'espace de seulement un an. À terme, ce sont 80 pays qui doivent être couverts. Seule l'Amérique latine ne figure pas déjà dans les ambitions du groupe médiatique. La chaîne promet un contenu journalistique, consacré à la contre-culture, souvent en immersion. Les thèmes sont variés, comme la religion, la politique, la cuisine. Il s'agit d'une autre vision du monde.
Le 19 septembre 2016, la chaîne annonce plusieurs lancements dans les pays anglophones, Royaume-Uni et Irlande le jour même, l'Australie à partir du 15 novembre. Toutefois le défi de Viceland est immense : faire venir les jeunes à la télévision, média qu'ils sont les premiers à avoir déserté. Les débuts de Viceland en Amérique et au Royaume-Uni s'annoncent mauvais, mais ne préfigurent pas du succès à venir, selon ses créateurs.
Le 19 octobre 2016, Vice Media annonce le lancement d'une version Indonésienne avec du contenu produit localement, d'une version française en partenariat avec Canal+ avant fin octobre 2019 et une version néerlandaise pour 2017. La déclinaison en Nouvelle-Zélande est lancée le 1er décembre 2016.
Viceland est lancée en Afrique en janvier 2017 sur le nouveau bouquet Kwesé TV au travers d'une collaboration avec le groupe de télévision payante Econet Media. En Europe, la version néerlandophone est lancée en Belgique le 1er mars 2017 puis la version francophone le 1er juin 2017,.
À l'été 2017, la chaîne diffuse sa première série télévisée scriptée What Would Diplo Do? (en), une comédie basée sur le DJ Diplo, diffusée depuis le 3 août 2017.
Le 28 avril 2019, plusieurs éléments internes à Vice Media préfigurent le changement de nom de Viceland en Vice TV comme les supports publicitaires, les pages de réseaux sociaux ou une interview de la CEO Nancy Dubuc. Aucune date officielle n'est annoncée et en en septembre 2019, le nom Viceland est toujours utilisé. Le 29 octobre 2019, la chaîne est officiellement rebaptisée Vice TV au Benelux et mi-janvier 2020 en France,.
En décembre 2019, la chaîne se rebaptise Vice on TV aux États-Unis.

## Aire de diffusion
Viceland est déjà présente, ou sur le point de l'être, dans plusieurs pays :
- États-Unis (29 février 2016)
- Canada (29 février 2016) (jusqu'au 31 mars 2018)
- Royaume-Uni (19 septembre 2016)
- Irlande (19 septembre 2016)
- Australie (15 novembre 2016)[12]
- France (23 novembre 2016) (jusq'au 22 novembre 2021)
- Nouvelle-Zélande (1er décembre 2016)
- Belgique (néerlandophone) (1er mars 2017) (jusq'au 24 août 2020)
- Pays-Bas (1er mars 2017) (jusq'au 24 août 2020)
- Belgique (francophone) (1er juin 2017) (jusqu'au 21 novembre 2021)
- Indonésie (2017)
- Inde (2017)

### Diffusion en France
Le 11 mars 2016, Vice Media s'associe au banquier Matthieu Pigasse en échange d'une participation dans Vice France pour lancer une chaîne de télévision en France. Le 6 avril 2016, Canal+ annonce le lancement de la chaîne Viceland à l'automne 2016 en exclusivité pour les abonnés Canalsat,. La chaîne anglo-saxonne est apparue sur les offres Canal le 23 novembre 2016. Elle est présente uniquement sur Canal (et sur Freebox TV (Panorama by Canal) et la TV d'Orange (Famille par Canal)).
Initialement la chaîne proposait pour moitié un contenu international et l'autre moitié française.
France 4 a par le passé déjà diffusé du contenu Viceland, dans son émission "grand central",.
Vice TV a cessé d’émettre le 22 novembre 2021.

### Diffusion en Belgique
La chaîne est lancée le 1er mars 2017 en néerlandais sur Telenet. Cette chaine en Flandres terminera ses transmissions le 24 août 2020.
En Belgique francophone, la diffusion démarre le 1er juin 2017 en IPTV sur le canal 105 de l'offre de base de Proximus TV. Ensuite, la chaîne a rejoint le câble : dans l’offre TV d’Orange Belgique, chez VOO en option sur le canal 109 et Telenet sur le canal 457.